# 近畿日本ツーリスト神奈川
株式会社近畿日本ツーリスト神奈川（きんきにっぽんツーリストかながわ）は、近畿日本ツーリストグループの一社として存在した、日本の旅行会社である。神奈川県横浜市西区に本社を置いていた。
相鉄グループの相鉄観光株式会社（そうてつかんこう）として設立されたが、初代の近畿日本ツーリスト（現：KNT-CTホールディングス）への株式譲渡を経て、社名の変更が行われた。

## 概要
1967年5月、相模鉄道（現：相鉄ホールディングス）の旅行部門として、相鉄観光株式会社の社名で設立された。相模鉄道が株式の100%を保有する完全子会社であった。
相鉄グループの再編に伴い、2004年12月に初代の近畿日本ツーリスト（現：KNT-CTホールディングス）が発行済み株式の90.0%を取得し、子会社化した。近畿日本ツーリストは神奈川県中央部において店舗数が少なく、同地区を営業基盤とする相鉄観光を子会社化することにより、神奈川県での営業力の強化を図る目的があった。
近畿日本ツーリストの傘下となってからも社名は当初そのままであったが、2010年12月の完全子会社化に合わせて改名された。
個人向け店頭販売や団体旅行のほか、主催旅行として日帰りバスツアーを得意としているのが特徴であった。

## 沿革
- 1967年（昭和42年）5月6日 - 相鉄観光株式会社として設立。
  - この商号は元は相模鉄道の別の子会社が使用していたが、そちらは同年5月2日に商号を変更して相鉄自動車株式会社になった。
- 2004年（平成16年）12月24日 - 近畿日本ツーリスト（初代・旧会社）が発行済み株式の90.0%を取得し子会社化。
- 2010年（平成22年）12月20日 - 株式会社近畿日本ツーリスト神奈川に商号変更。
- 2019年（平成31年）4月1日 - 株式会社近畿日本ツーリスト首都圏に吸収合併[3]。